# 송정서초등학교
송정서초등학교는 대한민국 광주광역시 광산구 도산동에 있는 공립 초등학교이다.

## 연혁
- 1945년 11월 10일 송정서공립국민학교 개교
- 1974년 12월 15일 현 교사로 이전
- 1975년 4월 13일 교사 나동(서관) 증축 (2,601m2)
- 1978년 11월 20일 교사 가동(동관) 증축 (1,518m2)
- 1989년 12월 3일 축구부 창단
- 1994년 3월 18일 병설유치원 개원 (2학급)
- 1996년 3월 1일 송정서초등학교로 교명 변경
- 1997년 9월 12일 우천로 설치 (120m)
- 1999년 10월 21일 급수대 공사
- 2001년 4월 27일 급식소 신축 (590.4m2)
- 2001년 5월 27일 축구부 선수합숙소 증축 (168.6m2)
- 2002년 2월 16일 병설 유치원 증축 (479.86m2)
- 2003년 2월 26일 강당 신축
- 2006년 3월 1일 도산초등학교 분리(41학급 편성)
- 2007년 9월 1일 인조 잔디 운동장 완공
- 2016년 8월 30일 교사 재배치 공사 완료
- 2019년 1월 4일 제72회 졸업(졸업생 19,929명)
- 2019년 9월 1일 제36대 박창우 교장 취임
- 2020년 1월 3일 제73회 졸업(졸업생 20,007명)

## 참고 자료
- 송정서초등학교 - 한국교육학술정보원 학교알리미

## 같이 보기
- 송정서초등학교 축구단